# Liste des monuments et sites historiques de la région de Saint-Louis
Cet article recense les monuments et sites historiques de la région de Saint-Louis au Sénégal.

## Liste
| Monument                                                        | Département | Localité                              | Coordonnées                  | Notes                                                | Code Arrêté       | Illus.                          |
| --------------------------------------------------------------- | ----------- | ------------------------------------- | ---------------------------- | ---------------------------------------------------- | ----------------- | ------------------------------- |
| Île de Saint-Louis                                              | Saint-Louis | Saint-Louis                           | 16° 01′ 33″ N, 16° 30′ 18″ O |                                                      | 2006SAINT-LOUIS01 |                                 |
| Pont Faidherbe                                                  | Saint-Louis |                                       | 16° 01′ 33″ N, 16° 30′ 07″ O |                                                      | 2006SAINT-LOUIS02 |                                 |
| Grue à vapeur de 20 tonnes                                      | Saint-Louis | Île de Saint-Louis, Saint-Louis       | 16° 02′ 06″ N, 16° 30′ 09″ O | Quai Roume, point nord, Ile de Saint-Louis           | 2006SAINT-LOUIS03 |                                 |
| Ex-hydrobase et stèle à l'effigie de Jean Mermoz                | Saint-Louis | Saint-Louis                           | 16° 59′ 37″ N, 16° 30′ 35″ O |                                                      | 2006SAINT-LOUIS04 |                                 |
| Cimetière des pêcheurs, Langue de Barbarie                      | Saint-Louis |                                       | 16° 00′ 55″ N, 16° 30′ 33″ O |                                                      | 2006SAINT-LOUIS05 |                                 |
| Église et Grotte Notre-Dame-de-Lourdes                          | Saint-Louis | Quartier Sor Saint-Louis, Saint-Louis | 16° 01′ 24″ N, 16° 29′ 29″ O |                                                      | 2006SAINT-LOUIS06 |                                 |
| Vestiges de la première briqueterie de l’Afrique                | Saint-Louis | Ile de Bopp-ou-Thior                  |                              | à 2 km de Saint-Louis                                | 2006SAINT-LOUIS07 |                                 |
| Keur Cluny                                                      | Saint-Louis | Ndar Toute, Saint-Louis               | 16° 01′ 20″ N, 16° 30′ 19″ O | Ancien Orphelinat des Sœurs de Saint-Joseph de Cluny | 2006SAINT-LOUIS08 |                                 |
| Monument dédié aux anciens combattants                          | Saint-Louis | Guet-Ndar, Saint-Louis                | 16° 01′ 34″ N, 16° 30′ 29″ O | Place Pointe à Pitre                                 | 2006SAINT-LOUIS09 |                                 |
| Marmyale, Cimetière catholique                                  | Saint-Louis | Quartier Sor, Saint-Louis             | 16° 01′ 51″ N, 16° 29′ 18″ O |                                                      | 2006SAINT-LOUIS10 |                                 |
| École des Fils de Chef et des Interprètes, École Khayar Mbengue | Saint-Louis | Quartier Sor, Saint-Louis             | 16° 01′ 31″ N, 16° 29′ 46″ O |                                                      | 2006SAINT-LOUIS11 |                                 |
| Gare ferroviaire                                                | Saint-Louis | Saint-Louis                           | 16° 01′ 29″ N, 16° 29′ 53″ O |                                                      | 2006SAINT-LOUIS12 |                                 |
| Ancien temple protestant et Asile des esclaves                  | Saint-Louis | Pont de Khor Saint-Louis              |                              |                                                      | 2006SAINT-LOUIS13 |                                 |
| Les Tumulus de Rao (Nguiguéla, Mboy-u-Gar, Menguègne)           | Dagana      |                                       |                              |                                                      | 2006AGANA01       |                                 |
| Le Marigot de Khant                                             | Dagana      |                                       |                              | site préhistorique                                   | 2006AGANA02       |                                 |
| Le Fort de Dagana                                               | Dagana      |                                       |                              |                                                      | 2006AGANA03       | name=Usine des eaux de Mbakhana |
| L’Usine des eaux de Mbakhana                                    | Dagana      |                                       | 16° 05′ 23″ N, 16° 22′ 03″ O |                                                      | 2006AGANA04       |                                 |
| La Résidence de Richard Toll                                    | Dagana      |                                       | 16° 27′ 47″ N, 15° 41′ 21″ O | dite Folie du Baron Roger                            | 2006AGANA05       |                                 |
| La Tour de Ndialakhar                                           | Dagana      | Ndialakhar, Arrondissement de Rao     |                              |                                                      | 2006AGANA06       |                                 |
| Les Ruines du Fort de Laybar, près de Saint-Louis               | Dagana      |                                       |                              |                                                      | 2006AGANA07       |                                 |
| Village de Nder                                                 | Dagana      | Nder                                  | 16° 15′ 55″ N, 15° 52′ 37″ O | site historique                                      | 2006AGANA08       |                                 |
| Les ruines du Poste de la barre à Mouit                         | Dagana      |                                       |                              |                                                      | 2006AGANA09       |                                 |
| Fort de Podor                                                   | Podor       | Podor                                 | 16° 39′ 23″ N, 14° 57′ 23″ O |                                                      | 2006ODOR01        |                                 |
| Maison Foy                                                      | Podor       | Podor                                 |                              | à l'angle du quai                                    | 2006ODOR02        |                                 |
| Quais de Podor (quai et bâtiments)                              | Podor       | Podor                                 |                              |                                                      | 2006ODOR03        |                                 |
| La Mosquée de Alwar                                             | Podor       |                                       | 16° 35′ 18″ N, 14° 39′ 20″ O |                                                      | 2006PODOR01       |                                 |
| Cimetière des Almamys                                           | Podor       | Mboumba                               |                              |                                                      | 2006PODOR02       |                                 |
| Ancienne Mosquée                                                | Podor       | Mboumba                               |                              |                                                      | 2006PODOR03       |                                 |
| Mosquée de Ouro Madiou et Mausolée                              | Podor       |                                       |                              |                                                      | 2006PODOR04       |                                 |
| Mosquée de Diama Alwaly                                         | Podor       |                                       |                              |                                                      | 2006PODOR05       |                                 |
| Village ancien de Walaldé                                       | Podor       |                                       |                              |                                                      | 2006PODOR06       |                                 |
| Village ancien de Siouré                                        | Podor       |                                       |                              |                                                      | 2006PODOR07       |                                 |
| Village ancien de Kaskas                                        | Podor       |                                       |                              |                                                      | 2006PODOR08       |                                 |
| Mosquée de Guédé Ouro                                           | Podor       |                                       |                              |                                                      | 2006PODOR09       |                                 |
| Village ancien de Tioubalel                                     | Podor       |                                       |                              |                                                      | 2006PODOR10       |                                 |